# Arno Breitmeyer

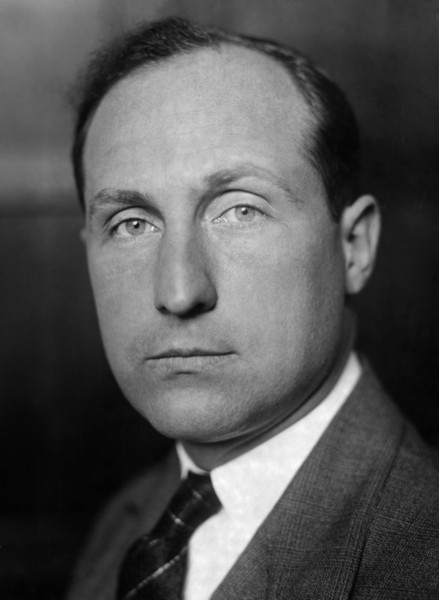
Arno Breitmeyer (um 1933)

Arno Heinrich Alexander Breitmeyer (* 19. April 1903 in Berlin; † nach dem 10. Januar 1945) war ein deutscher Ruderer, Sportjournalist und politischer Funktionär der NSDAP. Er bekleidete unter anderem von 1943 bis 1944 das Amt des Reichssportführers, nachdem er von 1933 bis 1943 stellvertretender Reichssportführer gewesen war.

## Leben und Wirken
In seiner Jugend begann Breitmeyer sich im Rudersport zu betätigen. Seine größten Erfolge waren dabei der Gewinn der Deutschen Meisterschaft im Rudern in den Jahren 1926 und 1927 im Achter und Vierer.
Seit 1921 betätigte Breitmeyer sich auch als Sportjournalist. Zum 1. Mai 1932 trat er der NSDAP bei (Mitgliedsnummer 1.090.031). Spätestens Anfang 1933 wurde Breitmeyer als „Sportschriftleiter“ Chef der Sportredaktion des Völkischen Beobachters. Er folgte damit Ludwig Haymann nach.
Im Sommer 1933 wurde Breitmeyer von dem zu dieser Zeit zum Reichssportführer bestellten Hans von Tschammer und Osten zum Pressereferenten in der Reichssportführung ernannt. Seine Dienststelle war das sogenannte Reichssportamt in Berlin. Im September 1933 übernahm Breitmeyer zudem das Amt des Stellvertreters des Reichssportführers. In dieser Eigenschaft war er unter anderem in führender Funktion 1936 an der Organisation der Vorbereitungen für die Olympischen Sommerspiele in Berlin beteiligt. So war er auch Mitglied des offiziellen Organisationskomitees. Im Verwaltungsdienst erreichte Breitmeyer im Rahmen seiner Tätigkeit in der Reichssportführung 1936 den Rang eines Oberregierungsrates und 1939 den Rang eines Regierungsdirektors im Reichssportamt.
Als stellvertretender Reichssportführer nahm Breitmeyer zahlreiche repräsentative Funktionen wahr. So wohnte er häufig Sportveranstaltungen als Vertreter des Staates bzw. der Organisierung des Sportes bei, übergab Pokale und Medaillen an die Sieger von Wettkämpfen oder zeichnete verdiente Sportler für ihre Leistungen mit grundsätzlichen Auszeichnungen („für seine Verdienste um den deutschen Sport“ und dergleichen) aus. Zusammen mit Hitlers Leibphotographen Heinrich Hoffmann begann Breitmeyer 1934 mit der Publikation einer auf vier Bände angelegten Serie von reichlich mit Photographien illustrierten Bildbänden über den Sport im NS-Staat, von denen schließlich nur zwei erschienen. Im Rahmen seiner Einwirkung auf die organisatorische Komponente des deutschen Sports war Breitmeyer „wegen seines scharfen antisemitischen Kurses berüchtigt“.
Daneben war Breitmeyer auch Mitglied der Sturmabteilung (SA), in der er zuletzt – unter Überspringung mehrerer Ränge – am 20. April 1944 den Rang eines SA-Brigadeführers erreichte.
Anlässlich der Reichstagswahl vom April 1938 kandidierte Breitmeyer erfolglos auf der „Liste des Führers zum Großdeutschen Reichstag“ für einen Sitz im nationalsozialistischen Reichstag.
Während des Zweiten Weltkriegs pendelte Breitmeyer zwischen seiner Funktion im Reichssportamt und dem aktiven Einsatz als Angehöriger der Wehrmacht, mit der er am Überfall auf Polen, Frankreichfeldzug und Russlandfeldzug teilnahm. Zuletzt erreichte er den Rang eines Hauptmanns und Batteriechefs.
Nach dem Tod von Tschammer und Osten im März 1943 wurde Breitmeyer zum neuen (kommissarischen) Reichssportführer ernannt. Mit den Worten Dirk Bitzers handelte es sich bei dieser Ernennung praktisch jedoch nur noch um „eine bloße Formalie: Denn der Sport […] [war] vor dem Hintergrund des totalen Kriegs [zu diesem Zeitpunkt] längst bedeutungslos geworden“. Dies betraf jedoch nur den internationalen Sport. Unter dem Motto Leibesübungen jetzt erst recht! wurde gerade im Sport versucht, Normalität zu demonstrieren. Deutsche Meisterschaften gab es bis 1944, sodass Breitmeyer als Reichssportführer zunächst viele Organisationsaufgaben hatte, gerade weil der Unterschied zwischen den zerstörten und nicht zerstörten Sportstätten das Tagesgeschäft erschwerte und die Planungssicherheit beeinträchtigte. Den Posten als Reichssportführer behielt er dennoch knapp eineinhalb Jahre bei, bis er sich im September 1944 freiwillig zum Dienst in der Wehrmacht meldete, in der er den Rang eines Hauptmanns erhielt. Sein Nachfolger als Reichssportführer wurde Karl Ritter von Halt, der am 18. September 1944 als letzter Reichssportführer bestallt wurde – und dann nur noch abwickeln konnte.
Von 1943 bis 1944 fungierte Breitmeyer auch als Präsident des Deutschen Olympischen Ausschusses.
Über Breitmeyers Todesjahr liegen unterschiedliche Angaben vor: Wolfgang Niersbach und Hans Joachim Teichler geben beide 1945 als Jahr seines Ablebens an, Volker Kluge  dagegen das Jahr 1944, das auch im Internet häufig angegeben wird.

## Schriften
Als Herausgeber:
- Wesen und Aufbau des deutschen Sports, 2 Bde., Berlin 1934. (zusammen mit P. G. Hoffmann im Auftrage des Reichssportführers unter Mitwirkung von A. Baeumler)